# Sebastes pachycephalus nudus
Sebastes pachycephalus nudus is een ondersoort van de straalvinnige vissen uit de familie van de schorpioenvissen (Sebastidae). De wetenschappelijke naam van de soort is voor het eerst geldig gepubliceerd in 1943 door Matsubara.